# Jess Fishlock
Jess Anne Fishlock, född den 14 januari 1987, är en walesisk fotbollsspelare.
Jess Fishlock inledde sin seniorkarriär med spel i Gwalia United år 2001. Hon har sedan dess representerat ett stort antal klubbar som AZ Alkmaar, Melbourne Victory och Seattle Reign FC varifrån hon är utlånad till Reading. År 2018 fick hon utmärkelsen Member of the Order of the British Empire. År 2022 blev hon vald till National Women's Soccer Leagues mest värdefulla spelare. Hon har även representerat det walesiska damlandslaget där hon debuterade år 2006. Hon har under flera år kombinerat spel på plan med att även fungera som tränare i bland annat Melbourne City. 